# Yi Yuong
Yi Yuong (Khmer យីយ៉ុង; * 1937) ist ein ehemaliger kambodschanischer Radrennfahrer.

## Sportliche Laufbahn
Yi Yuong war im Straßenradsport aktiv. Er war Teilnehmer der Olympischen Sommerspiele 1964 in Tokio. Dort startete er auf der Straße. Im Mannschaftszeitfahren kam Kambodscha mit Ret Chhon, Khem Son, Van Son und Yi Yuong auf den 27. Rang. Über sein weiteres Leben und seine sportlichen Erfolge ist nichts bekannt.